# Chiesa di Santa Maria delle Grazie (Francavilla Fontana)
La chiesa di Santa Maria delle Grazie è una chiesa situata a Francavilla Fontana. Fu costruita tra il 1649 ed il 1662 e si distingue per l'inconsueta pianta ottagonale.

## Architettura
È distribuita su due piani con accesso da sud tramite una scala a due rampe ed è circondata da un ballatoio, muniti ora di ringhiera in ferro che, dopo un recente restauro, ha preso il posto di una scenografica balaustra in pietra.
Quattro porte ad arco a tutto sesto si aprono al pianoterra al centro dei lati ortogonali; al primo piano ce ne sono altrettante, incorniciate da una mostra quadrangolare a motivi a greca e rosette; negli otto lati dell'edificio, in alto, sono inoltre aperte, sui lati obliqui, quattro monofore strombate alternate a quattro nicchie, ciascuna delle quali accoglie una statua di un santo.
La cupola, che raggiunge l'altezza di 19 metri, s'inserisce nel tamburo ottagonale, emergendo di poco con il suo lanternino cieco dal cornicione di coronamento.

## Galleria d'immagini

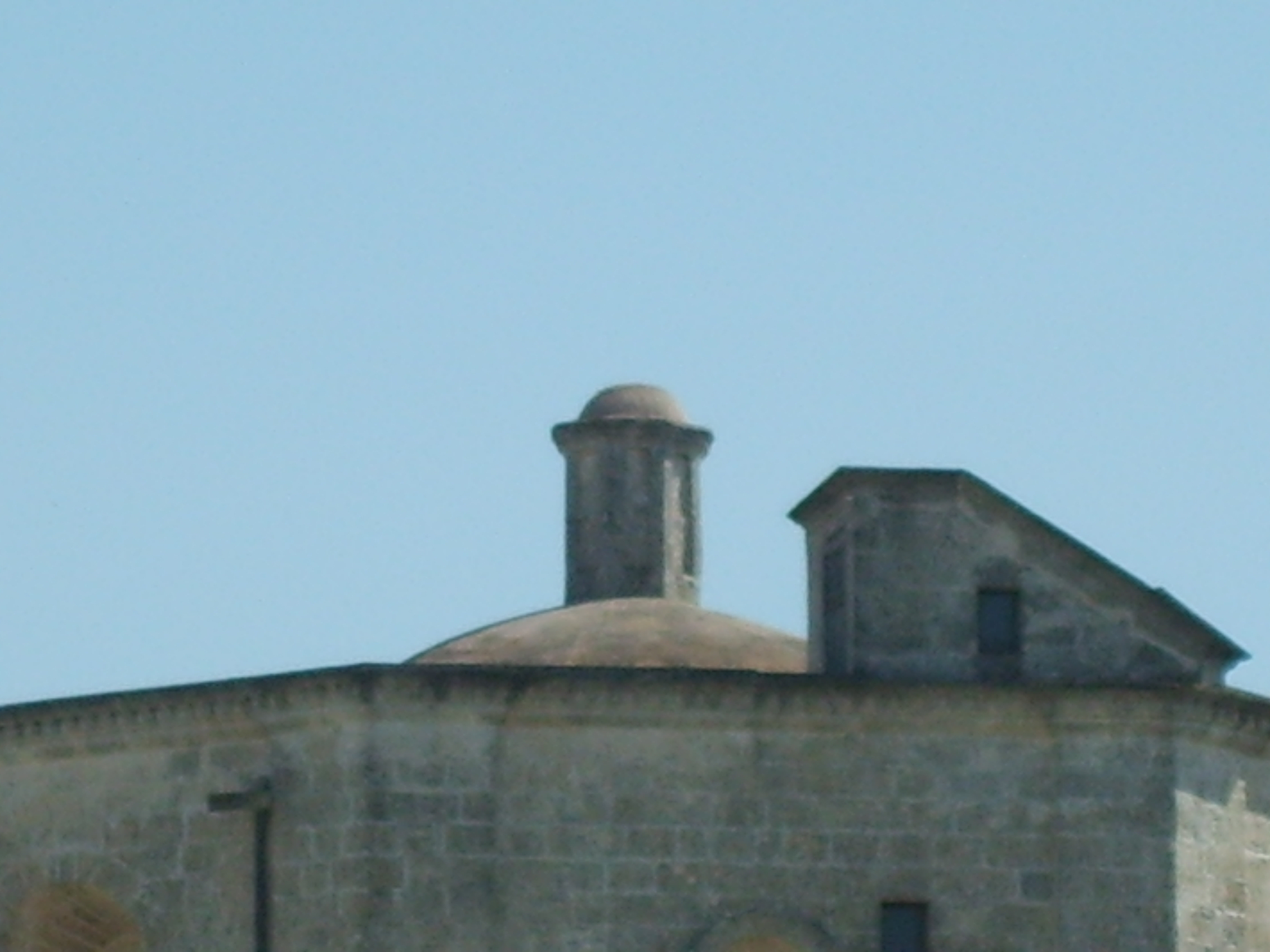
Cupola della chiesa
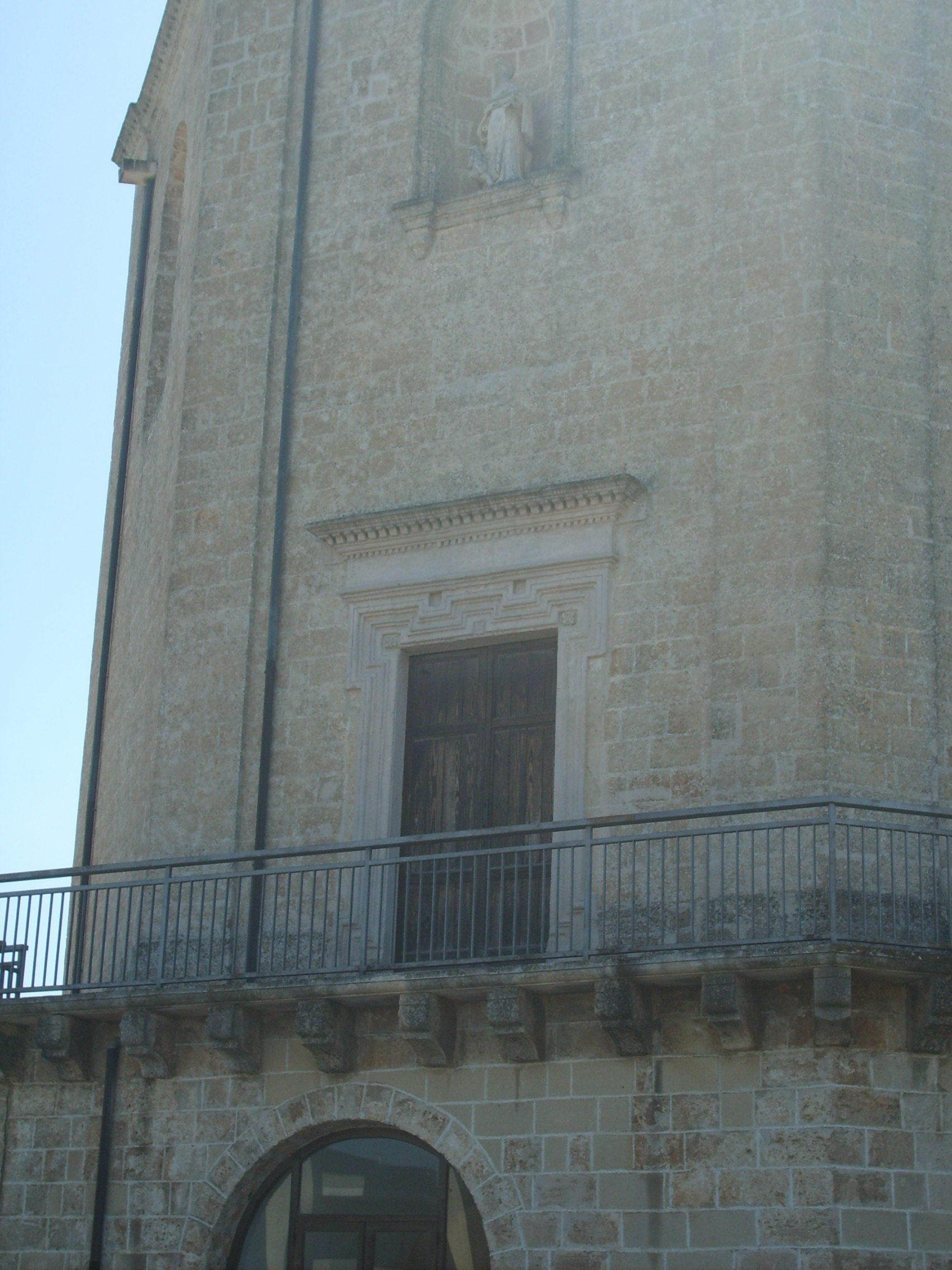
Balaustra
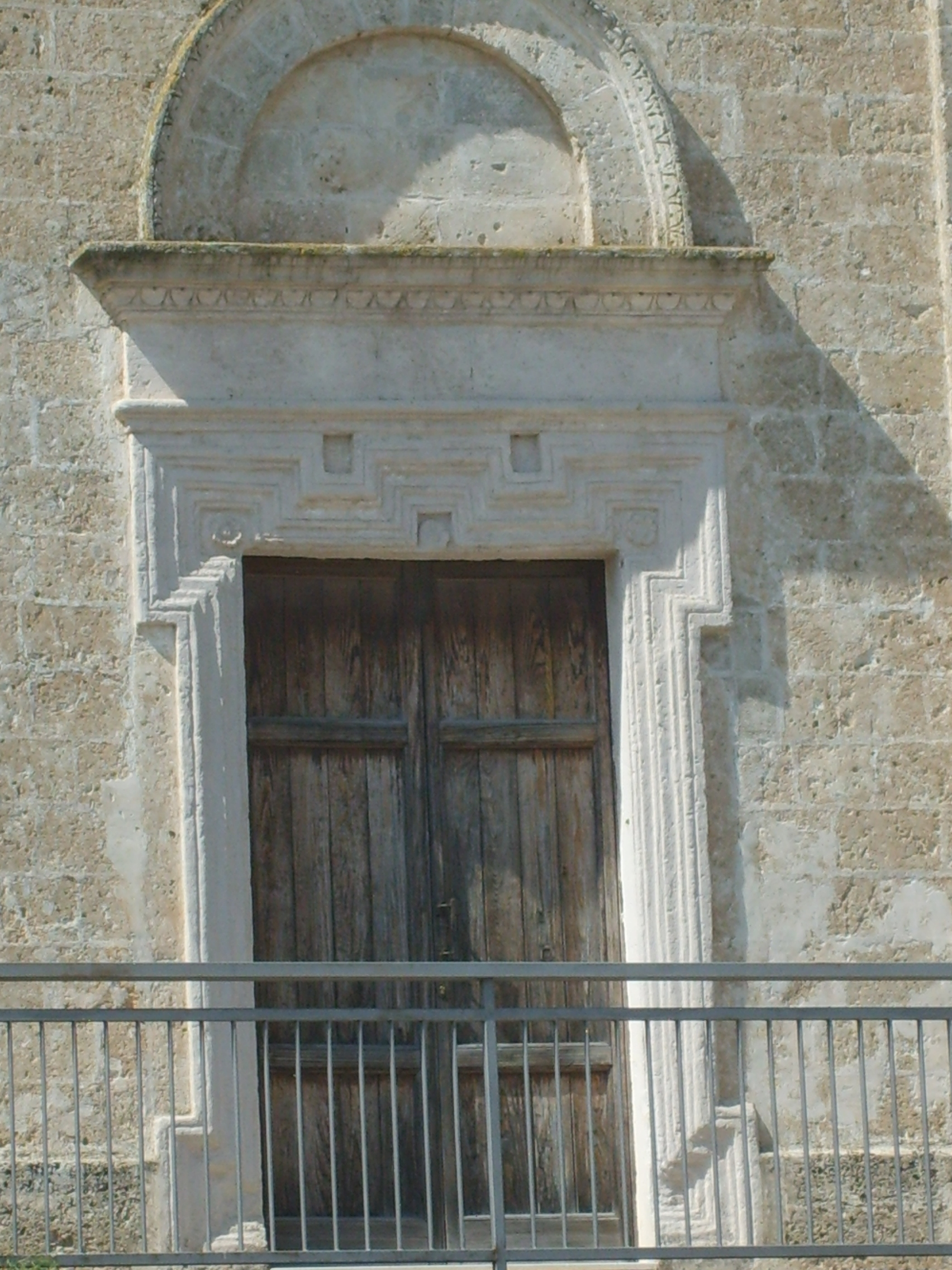
Uno degli ingressi della chiesa
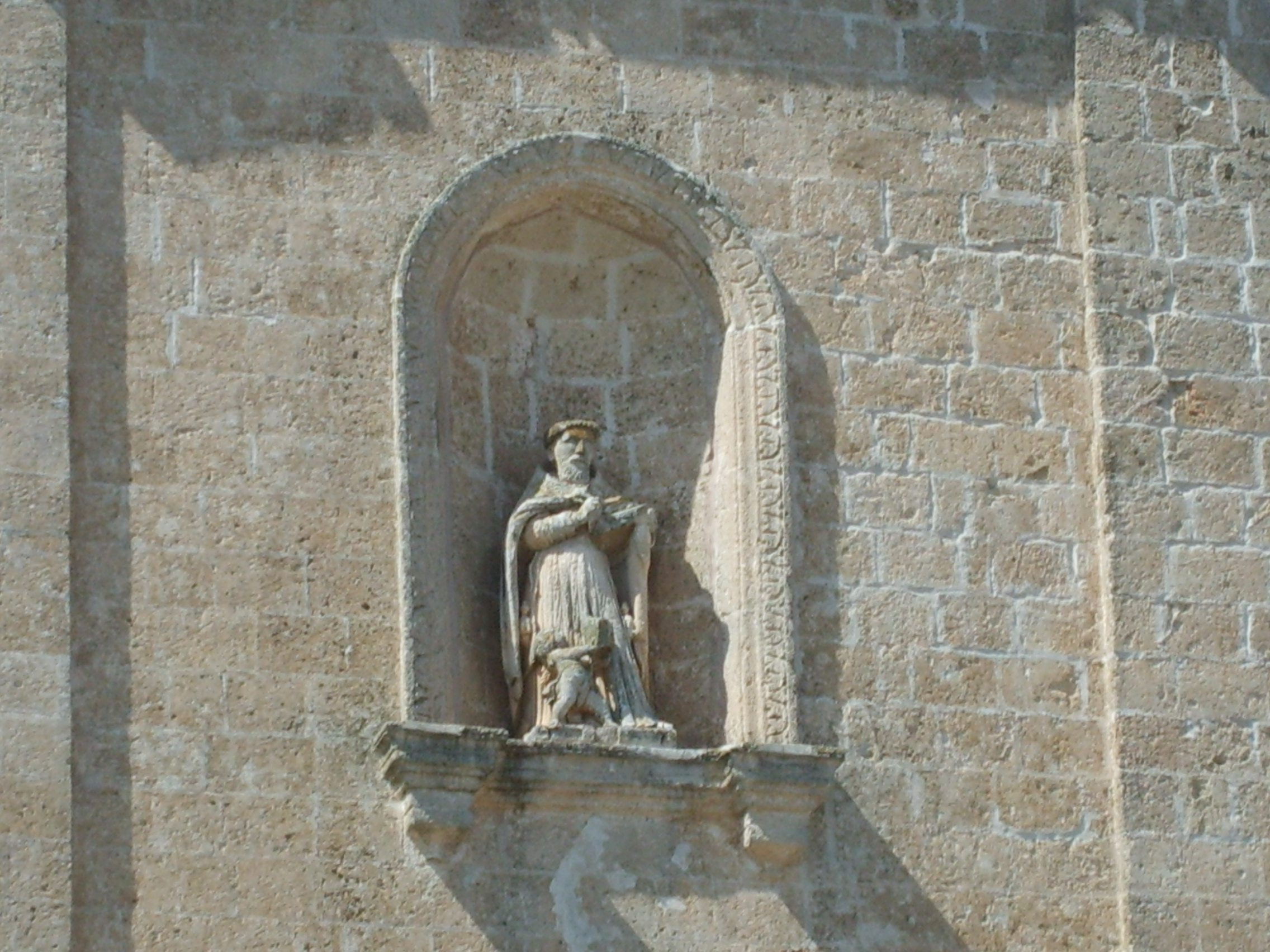
Statua in una nicchia